# Дигибридное скрещивание
Дигибридное скрещивание — скрещивание организмов, отличающихся по двум парам альтернативных признаков, например, окраске цветков (белая, смешанная или окрашенная) и форме семян (гладкая или морщинистая).
Если в дигибридном или полигибридном скрещивании разные пары аллельных генов находятся в разных парах гомологичных хромосом, то пары признаков наследуются независимо друг от друга (закон независимого наследования признаков) — 3-й закон Г. Менделя.
Организмы различаются по многим генам и, как следствие, по многим признакам. Чтобы одновременно проанализировать наследование нескольких признаков, необходимо изучить наследование каждой пары признаков в отдельности, не обращая внимания на другие пары, а затем сопоставить и объединить все наблюдения.
Гибриды, гетерозиготные по двум генам, называют дигетерозиготными, а в случае отличия их по трем и многим генам —три- и полигетерозиготными соответственно.
Результаты дигибридного и полигибридного скрещивания зависят от того, как располагаются гены, определяющие признаки, в одной хромосоме или в разных.